# Кафир
Кафи́р, также записывается как кяфи́р (от араб. كافر‎ — «неверующий; иноверец») и гяу́р (тур. gâvur — «неверный») — понятие в исламе для обозначения человека, совершающего куфр; согласно исламской догматике, к нему относят:
- неверие в существование Единого Бога (Аллаха),
- отрицание посланнической миссии пророка Мухаммеда,
- отказ от признания воскрешения после смерти,
- отрицание судного дня,
- отрицание существования ада и рая.

Кафирами считаются и атеисты, и приверженцы неавраамических религий.

## Этимология
Слово «кафир» произошло от семитского корня К-П-Р, в арабском и иврите переводимый как К-Ф-Р. Основное значение корня — «покрывать», но он использовался и в смысле «скрывать». Образовавшееся от него слово «кофер» (ивр. כופר) стало употребляться в значении «отрицающий» (веру), например, такое словоупотребление имеется в Синедрионе. В некоторых литургических традициях иудеев, слово «кофер» использовано в 12-м благословении «Биркат ха-миним» молитвы «Амида», которую иудеи произносят трижды в течение дня.
На русский язык слово «кафир» или «кяфир» чаще всего переводится как «неверные» или «неверующие». Имеются в виду люди, исповедующие другую (не мусульманскую) религию, при этом для иудеев и христиан существует специальный термин — «люди Писания» (اهل الكتاب‎ — ахль аль-Китаб).
Существует также слово, этимологически близкое к слову «кафир» или «кяфир» — «гяур» (тур. gâvur — «неверный», от الكافرون‎), означающее презрительное название всех иноверцев у исповедующих ислам (главным образом в Средние века), а согласно толкованию С. И. Ожегова — человек иной веры у магометан. По мнению Н. Г. Комлева, слово «гяур» (giwr) является прямым турецким заимствованием из персидского языка — gäbr, где им обозначают «почитателей огня» или огнепоклонников, то есть приверженцев зороастризма. А. Д. Михельсон полагает, что слово «гяур» является искажённым турецким заимствованием из персидского языка слова gäbr, то есть всё тот же огнепоклонник. Л. П. Крысин считает, что слово «гяур» заимствовано турецким языком через персидский из арабского. Другие считают, что данное слово напрямую заимствовано из арабского языка. Согласно ЭСБЕ, слово «гяур» — «испорченное арабское „Kiafir“ (отрицающий Бога, язычник)».
В Средние века, во времена Османской империи, слово «кафир» или «кяфир» и этимологически близкое к нему слово «гяур» приобрели отрицательный и/или бранный оттенок, поскольку ими турки называли представителей всех религиозных традиций, не исповедующих ислам. В русском языке слово «гяур» соответствовало по смыслу бранным словам басурман и собака.
Большой энциклопедический словарь отмечает, что слово «кафир» использовали мусульманские народы для наименования «немусульманского населения Нуристана (б. Кафиристан)», до конца XIX века отказывавшегося принять ислам.
Арабские купцы, торговавшие с африканскими народами, называли «кафирами» представителей языческих племён. Затем этот термин переняли у них (возможно, через суахили) португальские мореплаватели, которые с XVI века использовали термин «кафр» в отношении чернокожих жителей Южной Африки. Впоследствии слово «кафр» стало употребляться как оскорбительный расистский термин.